# Gresten
Gresten osztrák mezőváros Alsó-Ausztria Scheibbsi járásában. 2022 januárjában 1984 lakosa volt. 

## Elhelyezkedése

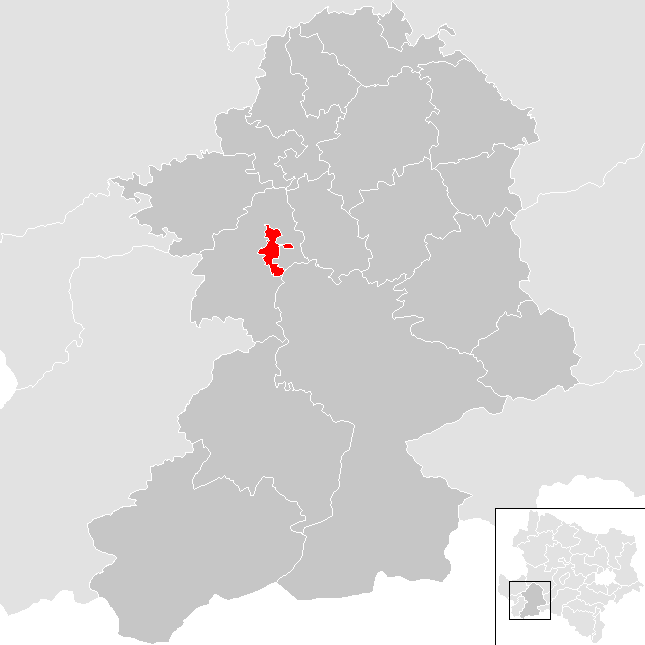
Gresten a Scheibbsi járásban

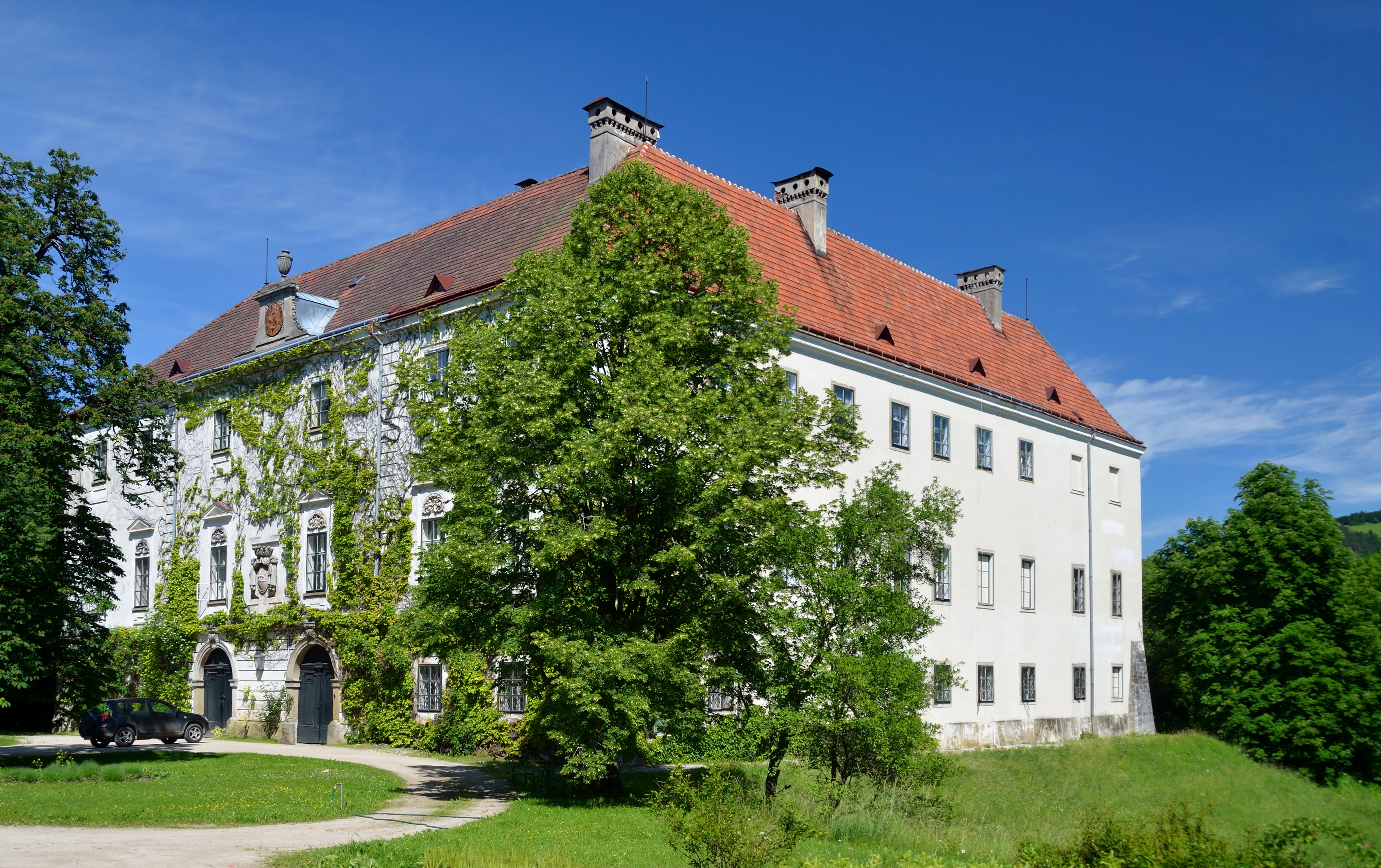
A Stiebar-kastély

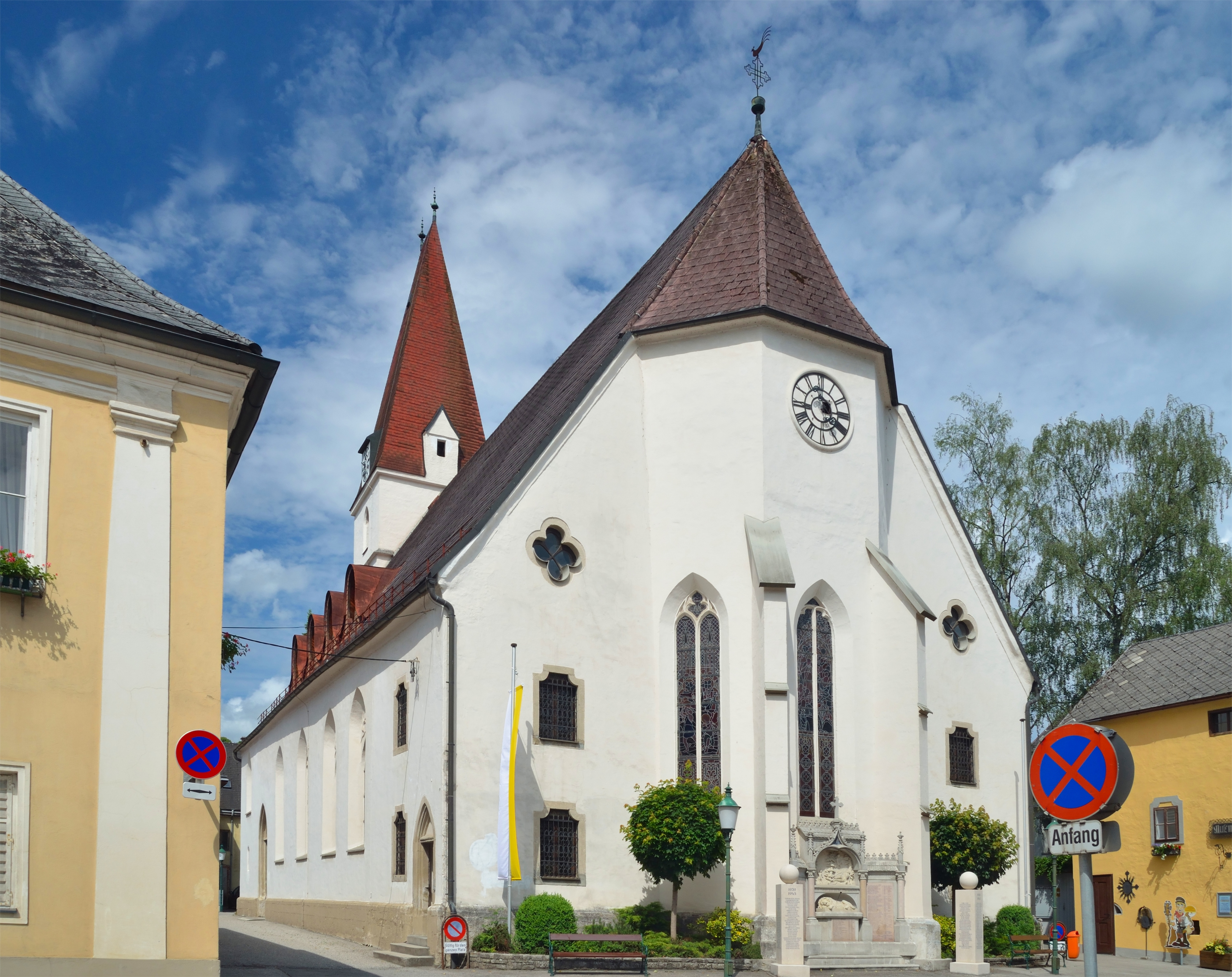
A Szt. Miklós-plébániatemplom

Gresten a tartomány Mostviertel régiójában fekszik, az Eisenwurzen történelmi tájegységben, a Kleinen Erlauf folyó mentén, az Ybbstali-Alpokban. Területének 20,2%-a erdő, 43,6% áll mezőgazdasági művelés alatt. Az önkormányzat két települést, illetve településrészt egyesít: Gresten (1665 lakos 2022-ben) és Ybbsbachamt (319 lakos).
Az önkormányzatot majdnem teljesen körbeveszi Gresten-Land község, délen Gaminggal is határos.

## Története
Grestent – Grostain formában – először egy 1230 körül kiadott hercegi birtokregiszterben említik. 1277-ben már mezővárosi jogokkal rendelkezett. Gazdasága a kereskedelmen alapult, élelmiszerrel látták el a stájer ércbányákat, vasércért cserébe. Prosperitását jelzik a történelmi belváros 16-17. században épült házai. 
Az 1938-as Anschlusst követően Grestent a Német Birodalom Niederdonaui gaujába sorolták be. A második világháború végén, 1945. április 19-én a Waffen-SS tagjai 16 magyar zsidó kényszermunkást végeztek ki Grestenben. A háború után a település ismét Alsó-Ausztria részévé vált.

## Lakosság
A gresteni önkormányzat területén 2021 januárjában 1984 fő élt. A lakosságszám 1923 óta gyarapodó tendenciát mutat. 2019-ben az ittlakók 91,7%-a volt osztrák állampolgár; a külföldiek közül 0,7% a régi (2004 előtti), 4,5% az új EU-tagállamokból érkezett. 1,4% az egykori Jugoszlávia (Szlovénia és Horvátország nélkül) vagy Törökország, 1,7% egyéb országok polgára volt. 2001-ben a lakosok 90,9%-a római katolikusnak, 1,8% evangélikusnak, 1,6% mohamedánnak, 4,1% pedig felekezeten kívülinek vallotta magát. Ugyanekkor 8 magyar élt a mezővárosban; a legnagyobb nemzetiségi csoportot a németek (95,3%) mellett a horvátok alkották 0,6%-kal (11 fő).  
A népesség változása:

| 2016 | 2 016 |
| 2018 | 1 987 |

## Látnivalók
- a Stiebar-kastély
- a Szt. Miklós-plébániatemplom

## Fordítás
- Ez a szócikk részben vagy egészben  a   Gresten című német Wikipédia-szócikk ezen változatának fordításán alapul.  Az eredeti cikk szerkesztőit annak laptörténete sorolja fel. Ez a jelzés csupán a megfogalmazás eredetét és a szerzői jogokat jelzi, nem szolgál a cikkben szereplő információk forrásmegjelöléseként.